# 同慶 (于闐)
同慶（一作开庆；912年—966年）是于阗李圣天（尉遲烏僧波）的年號，共计55年。
据李崇智考证，同慶元年相当于后梁乾化二年（912年）。目前敦煌文书中所能见到最晚的同慶年号是同慶三十年。而966年之后，史籍已不记李圣天，因此推断其年号下限为该年或稍后。
另有学者考证，認為李聖天使用了三個年號：同慶（912年－949年）、天兴（950年－962年）、天寿（963年－966年）。

## 文獻出處
- 《鋼和泰雜卷》：聖天、于闐獅子王尉遲散跋婆統治第14年，雞年，Simjsimja 月20日
- 《新五代史》卷74：其年號同慶二十九年
- 《金剛經》寫本序：〔同慶〕三十年牛年三月十五日

## 紀年對照表

### 建元55年說
| 同慶 | 元年  | 二年  | 三年  | 四年  | 五年  | 六年  | 七年  | 八年  | 九年  | 十年  |
| ---- | ----- | ----- | ----- | ----- | ----- | ----- | ----- | ----- | ----- | ----- |
| 公元 | 912年 | 913年 | 914年 | 915年 | 916年 | 917年 | 918年 | 919年 | 920年 | 921年 |
| 干支 | 壬申  | 癸酉  | 甲戌  | 乙亥  | 丙子  | 丁丑  | 戊寅  | 己卯  | 庚辰  | 辛巳  |
| 同慶 | 11年  | 12年  | 13年  | 14年  | 15年  | 16年  | 17年  | 18年  | 19年  | 20年  |
| 公元 | 922年 | 923年 | 924年 | 925年 | 926年 | 927年 | 928年 | 929年 | 930年 | 931年 |
| 干支 | 壬午  | 癸未  | 甲申  | 乙酉  | 丙戌  | 丁亥  | 戊子  | 己丑  | 庚寅  | 辛卯  |
| 同慶 | 21年  | 22年  | 23年  | 24年  | 25年  | 26年  | 27年  | 28年  | 29年  | 30年  |
| 公元 | 932年 | 933年 | 934年 | 935年 | 936年 | 937年 | 938年 | 939年 | 940年 | 941年 |
| 干支 | 壬辰  | 癸巳  | 甲午  | 乙未  | 丙申  | 丁酉  | 戊戌  | 己亥  | 庚子  | 辛丑  |
| 同慶 | 31年  | 32年  | 33年  | 34年  | 35年  | 36年  | 37年  | 38年  | 39年  | 40年  |
| 公元 | 942年 | 943年 | 944年 | 945年 | 946年 | 947年 | 948年 | 949年 | 950年 | 951年 |
| 干支 | 壬寅  | 癸卯  | 甲辰  | 乙巳  | 丙午  | 丁未  | 戊申  | 己酉  | 庚戌  | 辛亥  |
| 同慶 | 41年  | 42年  | 43年  | 44年  | 45年  | 46年  | 47年  | 48年  | 49年  | 50年  |
| 公元 | 952年 | 953年 | 954年 | 955年 | 956年 | 957年 | 958年 | 959年 | 960年 | 961年 |
| 干支 | 壬子  | 癸丑  | 甲寅  | 乙卯  | 丙辰  | 丁巳  | 戊午  | 己未  | 庚申  | 辛酉  |
| 同慶 | 51年  | 52年  | 53年  | 54年  | 55年  |       |       |       |       |       |
| 公元 | 962年 | 963年 | 964年 | 965年 | 966年 |       |       |       |       |       |
| 干支 | 壬戌  | 癸亥  | 甲子  | 乙丑  | 丙寅  |       |       |       |       |       |

### 建元38年說
| 同慶 | 元年  | 二年  | 三年  | 四年  | 五年  | 六年  | 七年  | 八年  | 九年  | 十年  |
| ---- | ----- | ----- | ----- | ----- | ----- | ----- | ----- | ----- | ----- | ----- |
| 公元 | 912年 | 913年 | 914年 | 915年 | 916年 | 917年 | 918年 | 919年 | 920年 | 921年 |
| 干支 | 壬申  | 癸酉  | 甲戌  | 乙亥  | 丙子  | 丁丑  | 戊寅  | 己卯  | 庚辰  | 辛巳  |
| 同慶 | 11年  | 12年  | 13年  | 14年  | 15年  | 16年  | 17年  | 18年  | 19年  | 20年  |
| 公元 | 922年 | 923年 | 924年 | 925年 | 926年 | 927年 | 928年 | 929年 | 930年 | 931年 |
| 干支 | 壬午  | 癸未  | 甲申  | 乙酉  | 丙戌  | 丁亥  | 戊子  | 己丑  | 庚寅  | 辛卯  |
| 同慶 | 21年  | 22年  | 23年  | 24年  | 25年  | 26年  | 27年  | 28年  | 29年  | 30年  |
| 公元 | 932年 | 933年 | 934年 | 935年 | 936年 | 937年 | 938年 | 939年 | 940年 | 941年 |
| 干支 | 壬辰  | 癸巳  | 甲午  | 乙未  | 丙申  | 丁酉  | 戊戌  | 己亥  | 庚子  | 辛丑  |
| 同慶 | 31年  | 32年  | 33年  | 34年  | 35年  | 36年  | 37年  | 38年  |       |       |
| 公元 | 942年 | 943年 | 944年 | 945年 | 946年 | 947年 | 948年 | 949年 |       |       |
| 干支 | 壬寅  | 癸卯  | 甲辰  | 乙巳  | 丙午  | 丁未  | 戊申  | 己酉  |       |       |

## 同期存在的其他政权年号
- 中國
  - 後梁
    - 乾化（911年－913年、913－915年）：朱全忠、朱友貞之年號
    - 鳳曆（913年）：朱友珪之年號
    - 貞明（915年－921年）：朱友貞之年號
    - 龍德（921年－923年）：朱友貞之年號

  - 晉
    - 天復（907年）：李克用尊奉之年號
    - 天祐（907年－923年）：李克用、李存勗尊奉之年號

  - 後唐
    - 同光（923年－926年）：李存勗之年號
    - 天成（926年－930年）：李嗣源之年號
    - 長興（930年－933年）：李嗣源之年號
    - 应顺（934年）：李從厚之年號
    - 清泰（934年－936年）：李從珂之年號

  - 後晉
    - 天福（936年－944年）：石敬瑭之年號
    - 開運（944年－946年）：石重貴之年號

  - 後漢
    - 天福（947年）：劉知遠之年號
    - 乾祐（948年－950年）：劉承祐之年號

  - 後周
    - 广顺（951年－953年）：郭威之年號
    - 显德（954年－960年）：郭威、柴榮、柴宗訓之年號

  - 北宋
    - 建隆（960年－963年）：宋太祖趙匡胤之年號
    - 乾德（963年－968年）：宋太祖趙匡胤之年號

  - 燕
    - 應天（911年－913年）：劉守光之年號

  - 岐
    - 天復（907年－922年）：李茂貞尊奉之年號
    - 天祐（922年－924年）：李茂貞尊奉之年號

  - 吳
    - 天祐（907年－919年）：楊渥尊奉之年號
    - 武義（919年－921年）：楊隆演之年號
    - 順義（921年－927年）：楊溥之年號
    - 乾貞（927年－929年）：楊溥之年號
    - 大和（929年－935年）：楊溥之年號
    - 天祚（935年－937年）：楊溥之年號

  - 吳越
    - 天寳（908年－912年）：錢鏐之年號
    - 宝大（924年－925年）：錢鏐之年號
    - 宝正（926年－931年）：錢鏐之年號

  - 南唐
    - 昇元（937年－943年）：李昪之年號
    - 保大（943年－957年）：李璟之年號
    - 中興（958年）：李璟之年號
    - 交泰（958年）：李璟之年號

  - 前蜀
    - 永平（911年－915年）：王建之年號
    - 通正（916年）：王建之年號
    - 天漢（917年）：王建之年號
    - 光天（918年）：王建之年號
    - 乾德（919年－924年）：王衍之年號
    - 咸康（925年）：王衍之年號

  - 後蜀
    - 明德（934年－937年）：孟知祥之年號
    - 广政（938年－965年）：孟昶之年號

  - 南漢
    - 乾亨（917年－925年）：劉龑之年號
    - 白龍（925年－928年）：劉龑之年號
    - 大有（928年－942年）：劉龑之年號
    - 光天（942年－943年）：劉玢之年號
    - 應乾（943年）：劉晟之年號
    - 乾和（943年－958年）：劉晟之年號
    - 大寶（958年－971年）：劉鋹之年號

  - 南漢時期
    - 永樂（942年－943年）：張遇賢之年號

  - 閩
    - 龙启（933年－934年）：王延鈞之年號
    - 永和（935年－936年）：王延鈞之年號
    - 通文（936年－939年）：王繼鵬之年號
    - 永隆（939年－943年）：王延羲之年號
    - 天德（943年－945年）：王延政之年號

  - 北漢
    - 乾祐（951年－956年）：劉旻、劉鈞之年號
    - 天會（957年－973年）：劉鈞、劉繼恩、劉繼元之年號

  - 契丹→遼朝
    - 神册（916年－922年）：耶律阿保機之年號
    - 天赞（922年－926年）：耶律阿保機之年號
    - 天顯（926年－938年）：耶律阿保機、耶律德光之年號
    - 會同（938年－947年）：耶律德光之年號
    - 大同（947年）：耶律德光之年號
    - 天祿（947年－951年）：遼世宗耶律阮之年號
    - 應曆（951年－969年）：遼穆宗耶律璟之年號

  - 東丹
    - 甘露（926年－936年）：耶律倍之年號

  - 大長和
    - 始元（910年－914年）：鄭仁旻之年號
    - 天瑞景星（915年－916年）：鄭仁旻之年號
    - 安和（917年－920年）：鄭仁旻之年號
    - 貞祐（921年－924年）：鄭仁旻之年號
    - 初曆（925年－926年）：鄭仁旻之年號
    - 天應（927年）：鄭隆亶之年號

  - 大天興
    - 尊聖（928年－929年）：趙善政之年號

  - 大義寧
    - 兴圣（929年－930年）：楊干真之年號
    - 大明（931年－937年）：楊干真之年號

  - 大理
    - 文德（938年－944年）：段思平之年號
    - 文經（945年）：段思英之年號
    - 至治（946年－951年）：段思良之年號
    - 明德（952年）：段思聰之年號
    - 廣德（953年－967年）：段思聰之年號
    - 順德（968年）：段思聰之年號
- 朝鮮半島
  - 後百濟
    - 正開（901年—936年）：甄萱、甄神劍之年號

  - 後高句麗
    - 水德萬歲（911年－914年）：弓裔之年號
    - 政開（914年－918年）：弓裔之年號

  - 高麗
    - 天授（918年－933年）：高麗太祖王建之年號
- 日本
  - 平安時代
    - 延喜（901年－923年）：醍醐天皇之年号
    - 延長（923年－931年）：醍醐天皇之年号
    - 承平（931年－938年）：朱雀天皇之年号
    - 天慶（938年－947年）：朱雀天皇與村上天皇之年號
    - 天曆（947年－957年）：村上天皇之年号
    - 天德（957年－961年）：村上天皇之年号
    - 應和（961年－964年）：村上天皇之年号
    - 康保（964年－968年）：村上天皇之年号

## 參看
- 中國年號索引
- 其他时期使用过的同慶年号

## 深入閱讀
- 李崇智. . 北京: 中華書局. 2004年12月. ISBN 7101025129.
- 鄧洪波. . 臺北: 國立臺灣大學東亞經典與文化研究計劃. 2005年3月  [2022-01-03]. ISBN 9789860005189. （原始内容 (pdf)存档于2007-08-25）.
- 張廣達、榮新江. . 北京: 中國人民大學出版社. 2008年9月. ISBN 9787545820898.

| 前一年號： -- | 于阗年號 912年－966年 | 下一年號： 天尊 |